# Yue Xin
Dette er et kinesisk navn; efternavnet/familienavnet er Yue.
Yue Xin (født 10. november 1995) er en kinesisk fodboldspiller, som tidligere har spillet for den danske 1. divisionsklub Vejle Boldklub.

## Karriere

### Yngste starter i Super League
Fodboldkarrieren for Yue Xin begyndte i Liaoning, hvor han spillede som ungdomsspiller i 2012 og 2013. Senere skiftede han til Dalian Aerbin i den kinesiske Super League, hvor han i 2014 debuterede i den bedste række. Yue Xin kom ind for landsholdsspilleren Chen Tao i en kamp mod Shanghai Shenxin, og da han senere i sæsonen for første gang var i startopstillingen, blev han den yngste spiller der optrådte fra start i den kinesiske Super League i en alder af 18 år.
I 2015 skiftede Yue Xin til klubben Hangzhou Greentown, hvor han hurtigt blev udlejet til Wuhan Zall for efterårssæsonen 2015. Wuhan Zall spillede i den næstbedste række i Kina og her blev det til 12 kampe, inden Yue Xin vendte tilbage til Hangzhou Greentown i 2016.

### Vejle Boldklub
Yue Xin kom til Vejle Boldklub sammen med to yngre landsmænd (Chen Zirong og Wang Xin) samt en træner, da der er kinesiske Lucas Chang Jin er en del af ejerkredsen i klubben.
Hans kontrakt løb til sommeren 2017. Der var tale om en lejeaftale, hvorefter han vendte retur til Kina.
Holdkammeraterne kaldte til dagligt Yue Xin for "Steve".

## International karriere
Yue Xin har repræsenteret både U18- og U19-landsholdet i Kina.